# Nebalia gerkenae
Nebalia gerkenae is een kreeftachtigensoort uit de familie van de Nebaliidae. De wetenschappelijke naam van de soort is voor het eerst geldig gepubliceerd in 2000 door Haney & Martin.